# Barbara's Weerd
Barbara's Weerd is een voormalig landgoed met klooster in Lomm, een dorp in de Nederlandse gemeente Venlo. Het klooster is vernoemd naar de heilig verklaarde Barbara van Nicomedië. Het landgoed maakt onderdeel uit van natuurgebied Landgoed Arcen.
Alleen de Sint-Barbarakapel verwijst nog naar het naar Sint-Barbara vernoemde klooster.

## Geschiedenis
Rond 1450 schenkt Henric van Merwick, die op dat moment pastoor van Arcen is, een stuk grond aan de Derde Orde van Sint-Franciscus, waarop deze het klooster Insula Sanctae Barbarae stichten, in de volksmond Barbara’s Weerd. Bij het klooster lag een visvijver, en er werd een boerderij gebouwd, om de paters van voedsel te voorzien. Deze boerderij staat nu bekend als de Kloosterhof.

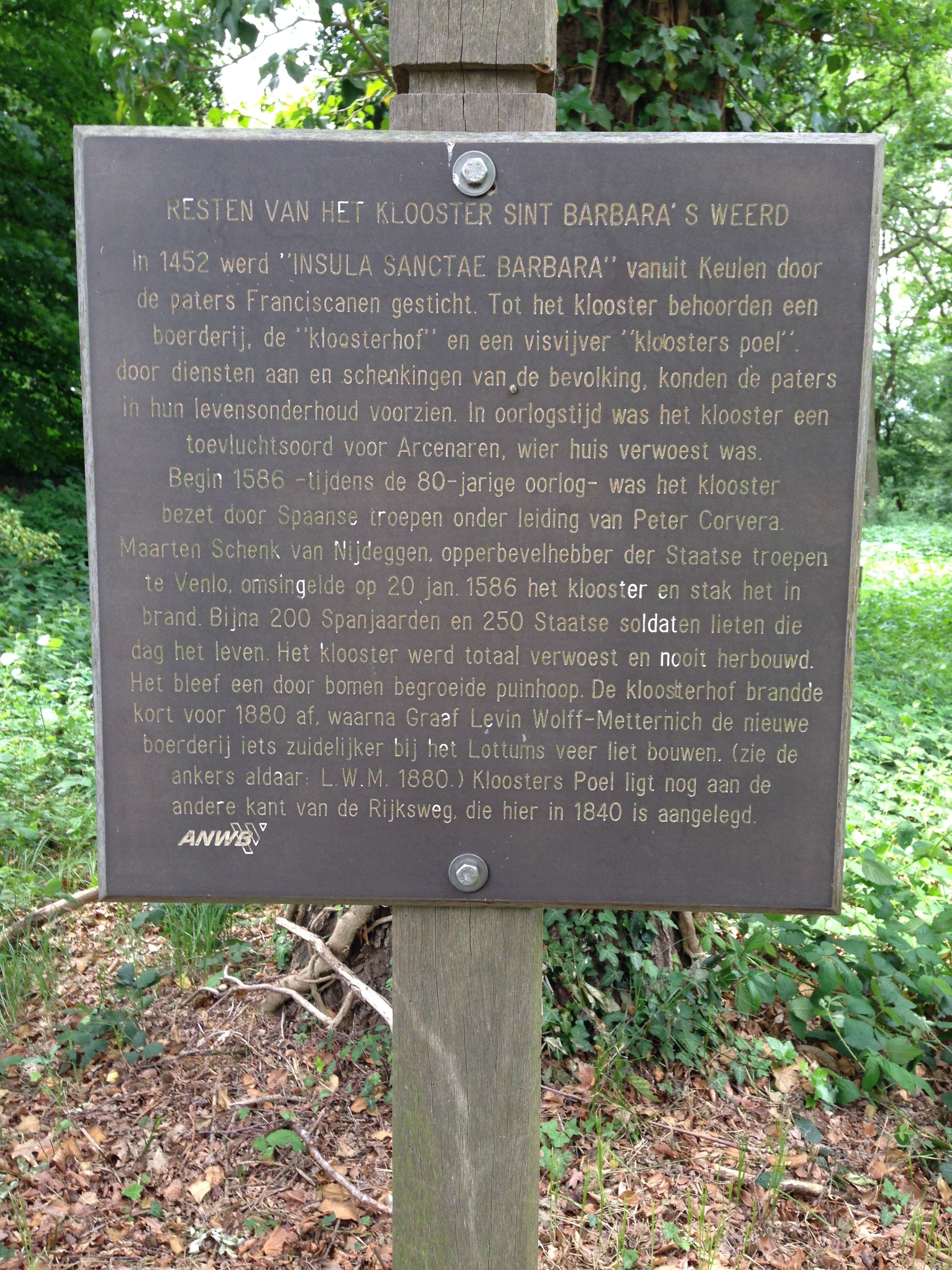
Bordje nabij Arcen met uitleg over het verwoeste klooster Barbara's Weerd.

Tijdens de Tachtigjarige Oorlog wordt het klooster in 1586 door Staatse troepen, onder leiding van Maarten Schenk van Nydeggen, verwoest. De bezittingen van het klooster worden in 1602 overgedragen aan het Sint-Agnetenklooster van de Zusters Franciscanessen in Straelen. Behalve het klooster zelf omvatten deze bezittingen ook 50 morgen bouwland, weide, een boomgaard en woeste gronden. Nadat het klooster in Straelen in de Franse tijd in België (Straelen behoorde in die tijd nog tot de Zuidelijke Nederlanden) wordt opgeheven, wordt in 1815 de Kloosterhof, inclusief acht morgens land, ingelijfd door Kasteel Arcen. Ook de Enderhof in Schandelo en de Steenmanshof in Wetten (Kevelaer) behoren dan al tot het bezit van Arcen.
Het klooster is nooit meer herbouwd, maar de resten zijn nog wel te herkennen als een heuvel in de bossen bij het veer naar Lottum.